# Ázsia állatkertjeinek listája
Az alábbi lista Ázsia állatkertjeit tartalmazza, országonként betűrendben:

## Afganisztán
- Kabul Zoo, Kabul

## Azerbajdzsán
- Baku Zoo, Baku

## Banglades
- Bangabandhu Sheikh Mujib Safari Park, Gazipur
- Chittagong Zoo
- Comilla Zoo
- Dhaka Zoo
- Dulhazra Safari Park
- Gazipur Borendra Park
- Khulna Zoo
- Nijhum Dhip Park
- Rajshahi Zoo
- Rangpur Zoo

## Bhután
- Motithang Takin Preserve, Motithang

## Dél-Korea
- Seoul Grand Park Zoo, Gwacheon
- Seoul Children's Zoo, Szöul
- Everland Zoo-topia, Jongin
- Dalseong Park, Tegu

## Egyesült Arab Emírségek
- Al Ain Zoo, El-Ajn
- Arabian Wildlife Centre, Sharjah
- Dubai Zoo, Dubaj
- Emirates Park Zoo, Abu Dzabi

## Észak-Korea
- Korea Central Zoo, Phenjan

## Fülöp-szigetek
- Albay Park and Wildlife, Legazpi, Albay
- Animal Island (zoo), Binakayan, Kawit, Cavite
- Animal Wonderland, Star City, Pasay
- Ark Avilon Zoo, Frontera Verde, Ortigas Avenue, Pasig
- Ave Maria Sanctuary and Park, Carcar, Cebu
- Avilon Zoo, Rodriguez, Rizal
- Baluarte Zoo, Vigan, Ilocos Sur
- Birds International, Quezon City
- Botolan Wildlife Farm, San Juan, Botolan, Zambales
- Calauit Safari Park, Calauit Island, Palawan
- Cavite City Zoological and Botanical Park, Sampaguita Road, Seabreeze Subdivision, Santa Cruz, Cavite City, Cavite
- Cebu City Zoo and Conservation Zoo, Calunasan, Cebu, Cebu
- Corregidor Aviary and Theme Park, Corregidor Island, Cavite
- Crocolandia Foundation, Biasong, Talisay, Cebu
- Davao Crocodile Park, Diversion Highway, Ma-a, Davao
- D'Family Park Mini-Zoo, Talamban, Cebu, Cebu
- Eden Nature Park and Resort, Toril, Davao
- Father Tropa's Spaceship 2000 Zoo, Zamboanguita, Negros Oriental
- Laguna Wildlife Park and Rescue Center, La Vista Pansol Complex, Pansol, Calamba, Laguna
- Lombija Wildlife Park and Heritage Resort, Napandong, Nueva Valencia, Guimarães
- Lungsod Kalikasan, Quezon City
- Maasin Zoo, Maasin, Southern Leyte
- Malabon Zoo and  Aquarium, Governor Pascual Street, Potrero, Malabon
- Manila Orchidarium and Butterfly Pavilion, Rizal Park, Manila
- Manila Zoological and Botanical Garden, M. Adriatico Street, Malate, Manila
- Mari-it Wildlife Conservation Park, Lambunao, Iloilo
- Maze Park and Resort Mini-Zoo, Mimbalot Buru-un, Iligan, Lanao del Norte
- Negros Forests & Ecological Foundation, South Capitol Road, Bacolod, Negros Occidental
- Ninoy Aquino Parks & Wildlife Center, Diliman, Quezon City
- Palawan Butterfly Garden, Santa Monica, Puerto Princesa, Palawan
- Palawan Wildlife Rescue and Conservation Center, Irawan, Puerto Princesa, Palawan
- ParadiZoo, Mendez, Cavite
- Paradise Reptile Zoo, Puerto Galera, Oriental Mindoro
- Philippine Eagle Center, Malagos, Davao
- Philippine Tarsier and Wildlife Sanctuary, Corella, Bohol
- RACSO'S Woodland Mini-Hotel and Wildlife Resort, Rizal-Tuguisan, Guimbal, Iloilo
- Residence Inn Mini-Zoo, Barrio Neogan, Tagaytay, Cavite
- San Fernando Mini-Zoo and Butterfly Sanctuary, San Fernando, La Union
- Sagbayan Peak Tarsier Sanctuary and Butterfly Dome, Sagbayan, Bohol
- Silangang Nayon Mini-Zoo, Pagbilao, Quezon City
- Silliman University Center for Tropical Conservation Studies (also known as the A.Y. Reyes Zoological and Botanical Garden), Ipil Street, Daro, Dumaguete
- Silliman University Marine Laboratory, Bantayan, Dumaguete
- WIN Rescue Center, Subic Bay Freeport Zone, Zambales
- Zoo Paradise of the World, Zamboanguita, Negros Oriental
- Zoobic Safari, Subic, Zambales
- Zoocobia Fun Zoo, Clark Freeport Zone, Angeles, Pampanga

## Grúzia
- Tbilisi Zoo
- Szuhumi Majomtenyészet

## India
- Aizawl Zoo, Aizawl, Mizoram
- Alipore Zoological Gardens, Kalkutta, Nyugat-Bengál
- Allen Forest Zoo, Kánpur, Uttar Prades
- Amirthi Zoological Park, Vellore, Tamilnádu
- Arignar Anna Zoological Park (Vandalur Zoo), Csennai, Tamilnádu
- Assam State Zoo-cum-Botanical Garden, Gauháti, Asszám
- Bannerghatta National Park, Bengaluru
- Bhiwani Zoo, Harijána
- Birsa Deer Park (Kalamati Birsa Mrig Vihar), Ráncsí
- Black Buck Breeding Centre, Pipli Mini Zoo, Kurukshetra, Harijána
- ChattBir Zoo, Zirakpur, Pandzsáb
- Chennai Snake Park Trust, Csennai, Tamilnádu
- Chinkara Breeding Centre Kairu, Bhiwaninear Bahal, Bhivándi, Harijána
- Crocodile Breeding Centre, Kurukshetra, Bhaur Saidan
- Gopalpur Zoo, Gopalpur, Himácsal Prades
- Gulab Bagh and Zoo, Udaipur, Rádzsasztán
- Hisar Deer Park, Harijána
- Indira Gandhi Zoological Park, Visákhapatnam, Ándhra Prades
- Indore Zoo, Indaur, Madhja Prades
- Jaipur Zoo, Dzsaipur, Rádzsasztán
- Jawaharlal Nehru Biological Park, Bokaro Steel City
- Jhargram Zoo, Jhargram, Nyugat-Bengál
- Jijamata Udyaan, Mumbai, Mahárástra
- Kanan Pendari Zoo, Bilaspur, Cshattíszgarh
- Kankaria, Ahmadábád, Gudzsarát
- Kanpur Zoo, Kánpur, Uttar Prades
- Lucknow Zoo, Lakhnau, Uttar Prades
- Madras Crocodile Bank Trust, Csennai, Tamilnádu
- Maitri Bagh, Bhilainagar, Cshattíszgarh
- Marble Palace zoo, Kalkutta, Nyugat-Bengál
- Mysore Zoo, Maiszúr, Karnátaka
- Nandankanan Zoological Park, Bhuvanesvar, Orisza
- National Zoological Park, Delhi
- Nehru Zoological Park, Haidarábád, Telangána
- Padmaja Naidu Himalayan Zoological Park, Dardzsiling, Nyugat-Bengál
- Parassinikkadavu Snake Park
- Peacock & Chinkara Breading Centre, Jhabua, Rewari district, Harijána
- Pheasant Breeding Centre, Berwala, Panchkula district, Harijána
- Pheasant Breeding Centre Morni, Panchkula district, Harijána
- Pt. G.B. Pant High Altitude Zoo, Nainital, Uttarakhand
- Rajiv Gandhi Zoological Park, Púna, Mahárástra
- Ranchi Zoo (Bhagwan Birsa Munda Biological Park), Ráncsí, Dzshárkhand
- Rohtak Zoo, Harijána
- Sakkarbaug Zoological Garden, Dzsúnágarh, Gudzsarát
- Sanjay Gandhi Jaivik Udyan, Patna, Bihár
- Sarthana Zoo, Szúrat, Gudzsarát
- Sayaji Baug Zoo, Vadodara, Gudzsarát
- Sipahijola Wildlife Sanctuary, Tripura
- Sri Venkateswara Zoological Park, Tirupati, Ándhra Prades
- Tata Steel Zoological Park, (Jubilee Park) Dzsamsedpur, Dzshárkhand
- Thim Park, Dzsamsedpur, Dzshárkhand
- Thiruvananthapuram Zoo, Trivandrum, Kerala
- Thrissur Zoo, Trisúr, Kerala
- Vulture Conservation and Breeding Centre, Pinjore, Harijána

## Indonézia
- Batu Secret Zoo, Batu, East Java
- Bali Bird Park, Gianyar, Bali
- Bali Zoo, Gianyar, Bali
- Bandung Zoo, Bandung, West Java
- Surabaya Zoo, Surabaya, East Java
- Gembira Loka Zoo, Yogyakarta
- Ragunan Zoo, Jakarta
- Taman Safari, Bogor, West Java
- Taman Safari II, Pasuruan, East Java
- Taman Safari III Bali Safari and Marine Park, Gianyar, Bali
- Maharani Zoo & Goa, Lamongan, East Java
- Medan Zoo, Medan, Észak-Szumátra

## Irak
- Baghdad Zoo

## Irán
- Vakil Abad Zoo, Meshed
- Amol Zoo
- Bandar Abbas Zoo
- Darabad Museum of Wildlife, Teherán
- Isfahan Zoo
- Tehran Zoological Garden, Teherán
- Baghlarbaghy Zoo, Tebriz

## Izrael
- Arena Tropical World, Herzliya
- Beer Sheba Municipal Zoological Garden, Beersheba
- Carmel Hai-Bar Nature Reserve, Haifa
- Children's Zoo, Sa'ad
- Educational Zoo of the Haifa Biological Institute, Haifa
- Hai Kef, Risón Lecijon
- Hai Park, Kirjat Mockín
- Hamat-Gader Crocodile Farm, Terrarium and Mini Zoo, Hamat Gader
- I. Meier Segals Garden for Zoological Research, Tel-Aviv
- Jerusalem Bird Observatory, Jeruzsálem
- Monkey Park, Kfar Daniel
- Nahariya Zoo-Botanical Garden, Naharija
- Nir-David Australian Animal Park, Nir David
- Petah Tikva Zoo, Petah Tikva
- Tel-Aviv Bird Park, Tel-Aviv
- Tisch Family Biblical Zoological Gardens, Jeruzsálem
- Zoological Center of Tel Aviv-Ramat Gan, Ramat Gan
- Yotvata Hai-Bar Nature Reserve, Yotvata

## Japán
- Higashiyama Zoo and Botanical Gardens, Nagoja
- Japan Monkey Centre, Inuyama, Aicsi
- Okazaki Higashi Park Zoo, Okazaki, Aicsi
- Toyohashi Zoo & Botanical Park, Tojohasi, Aicsi
- Toyota City Kuragaike-Park, Tojota, Aicsi

- Akita Omoriyama Zoo, Akita, Akita

- Chiba Zoological Park, Csiba, Csiba
- Ichihara Elephant Kingdom, Ichihara, Csiba
- Ichikawa Zoological & Botanical Garden, Ichikawa, Csiba
- Mother Farm, Fuccu, Csiba

- Tobe Zool. Park of Ehime  Prefecture, Iyo, Ehime

- Sabae Nishiyama Park Zoo, Sabae, Fukui

- Fukuoka Municipal Zoo and Botanical Garden, Fukuoka
- Itozu no Mori Zoological Park, Kitakyūshū
- Kurume City Bird  Center, Kurume, Fukuoka
- Ōmuta Zoo, Ōmuta, Fukuoka
- Uminonakamichi Seaside Park Zoological Garden, Fukuoka

- Gunma Safari Park, Tomioka, Gunma
- Kiryugaoka Zoo, Kiryu, Gunma

- Fukuyama City Zoo, Fukuyama, Hirosima
- Hiroshima City Asa Zoological Park, Hirosima

- Asahiyama Zoo, Asahikawa, Hokkaidó
- Kushiro Zoo, Kushiro, Hokkaidó
- Noboribetsu Bear Park, Noboribecu, Hokkaidó
- Obihiro Zoo, Obihiro, Hokkaidó
- Sapporo Maruyama Zoo, Szapporo

- Awaji Farm Park England Hill, Minamiawaji, Hjógo
- Himeji Central Park, Himeji, Hjógo
- Himeji City Zoo, Himeji, Hjógo
- Kobe Kachoen, Kóbe
- Oji Zoo, Kóbe

- Hitachi Kamine Zooligical Garden, Hitachi, Ibaraki

- Ishikawa Zoo, Nomi, Isikava prefektúra

- Morioka Zoological Park, Morioka, Ivate

- Amami Islands Botanical Garden, Kagosima
- Hirakawa Zoological Park, Kagosima

- Kanazawa Zoological Gardens, Jokohama
- Nogeyama Zoo, Jokohama
- Odawara Zoo, Odavara, Kanagava
- Yokohama Zoo (Zoorasia), Jokohama
- Yumemigasaki Zoological Park, Kawasaki, Kanagava

- Noichi Zoological Park of Kōchi Prefecture, Komi District, Kócsi
- Wanpark Kōchi Animal Land, Kōchi, Kócsi

- Cuddly Dominion, Aso, Kumamoto
- Kumamoto City Zool. & Bot. Gardens, Kumamoto, Kumamoto

- Kyoto Municipal Zoo, Kiotó

- Yagiyama Zoological Park, Szendai

- Miyazaki City Phenix Zoo, Miyazaki, Mijazaki

- Iida City Zoo, Iida, Nagano
- Nagano Chausuyama Zoo, Nagano, Nagano
- Omachi Alpine Museum, Omachi, Nagano
- Suzaka Zoo, Suzaka, Nagano

- Nagasaki Biopark, Saikai, Nagaszaki
- Sasebo Zoological Park and Botanical Garden, Sasebo, Nagaszaki

- Kyushu African Lion Safari, Usa, Óita
- Takasakiyama Natural Zoo, Ōita, Óita

- Ikeda Zoo, Okayama, Okajama
- Great Ape Research institute, Hayashibara, Tamano, Okajama

- Neo Park Okinawa, Nago, Okinava
- Okinawa Kodomo Future Zone, Okinava

- Kashihara City Insectary Museum, Kashiwara, Oszaka
- Misaki Koen, Sennan, Oszaka
- Satsukiyama Zoo, Ikeda, Oszaka
- Tennoji Zoo, Oszaka

- Miyazawako Nakayoshi Zoo, Hannō, Saitama
- Saitama Children's Zoo, Higasimacujama, Saitama
- Saitama Omiya Park Zoo, Szaitama, Saitama
- Sayama Chikosan Park Children Zoo, Sayama, Saitama
- Tobu Zoological Park, Minamisaitama District, Saitama

- Matsue Vogel Park, Macue, Simane

- Atagawa Tropical & Alligator Garden, Kamo District, Sizuoka
- Fuji Safari Park, Susono, Sizuoka
- Hamamatsu Municipal Zoo, Hamamacu
- iZoo, Kawazu, Sizuoka
- Izu Biopark, Kamo District, Sizuoka
- Izu Cactus Park, Ito, Sizuoka
- Mishima City Park Rakujuen, Mishima, Sizuoka
- Shizuoka Municipal Nihondaira Zoo, Shizuoka, Sizuoka

- Nasu Animal Kingdom, Nasu, Tocsigi
- Utsunomiya Zoo, Ucunomija, Tocsigi

- Tokushima Municipal Zoo, Tokushima, Tokusima

- Edogawa City Natural Zoo, Edogawa, Tokyo
- Hamura Zoological Park, Hamura, Tokyo
- Inogashira Park Zoo, Tokió
- Ōshima Park Zoo, Izu Ōshima
- Tama Zoo, Tokió
- Ueno Állatkert, Ueno, Tokyo

- Takaoka Kojo ParkZoo, Takaoka, Tojama
- Toyama Municipal Family Park Zoo, Toyama, Tojama

- Adventure World,, Shirahama, Wakayama
- Wakayama Park Zoo, Wakayama, Wakayama

- Akiyoshidai Safari Land, Mine, Jamagucsi
- Shunan Municipal Tokuyama Zoo, Shūnan, Jamagucsi
- Ube Tokiwa Park, Ube, Jamagucsi

- Kofu Yuki Park Zoo, Kofu, Yamanashi

## Kambodzsa
- Bayap Zoo
- Kampot Zoo
- Koh Kong Safari World
- Phnom Tamao Wildlife Rescue Centre

## Katar
- Doha Zoo, Doha

## Kazahsztán
- Almaty Zoo, Almati
- Karagandi Állatkert, Karagandi
- Shymkent Zoo, Shymkent
- Temirtau Aquapark of Children's Park, Temirtau

## Kína
- Badaling Safari World
- Beijing Zoo
- Bifengxia Wild Animal Park
- Chongqing Zoo
- Chengdu Zoo
- Dalian Forest Zoo
- Hangzhou Zoo
- Harbin Northern Forest Zoo
- Guangzhou Zoo
- Guangzhou Panyu Chime-long Night Zoo
- Guangzhou Xiangjian Safari Park
- Hangzhou Zoo
- Jinan Safari Park
- Kunming Zoo
- Nanning Zoo
- Nanjing Hongshan Forest Zoo
- Qingdao Forest Wildlife World
- Qingdao Zoo
- Shanghai Zoo
- Shanghai Wild Animal Park
- Shenzhen Safari Park
- Shijiazhuang Zoo
- Suzhou Zoo
- Tianjin Zoo
- Edward Youde Aviary, Hong Kong Park
- Hong Kong Wetland Park
- Hong Kong Zoological and Botanical Gardens
- Kadoorie Farm and Botanic Garden
- Lai Chi Kok Zoo (zárva)
- Ocean Park Hong Kong

- Bifengxia Giant Panda Base
- Chengdu Research Base of Giant Panda Breeding
- Wolong Giant Panda Breeding Center, Szecsuan

## Kuvait
- Kuwait Zoo, Kuvaitváros
- Al Omariya

## Makaó
- Two Dragon Throat Public Garden

## Malajzia
- Kuala Lumpur-i Madárpark, Kuala Lumpur
- Zoo Melaka, Ayer Keroh, Malacca
- National Zoo of Malaysia (Zoo Negara), Ulu Klang, Kuala Lumpur
- Zoo Taiping, Taiping, Perak
- Lok Kawi Wildlife Park, Lok Kawi, Sabah
- Zoo Johor, Johor Bahru, Johor
- Zoo Terengganu, Kemaman, Terengganu
- Sunway Lagoon Wildlife Park, Petaling Jaya, Selangor
- Sunway Petting Zoo, Subang Jaya, Selangor
- Lost World Petting Zoo, Ipoh, Perak
- Kuala Krai mini zoo, Kuala Krai, Kelantan
- Butterfly & Reptiles Sanctuary, Malacca
- Kuala Lumpur Butterfly Park, Kuala Lumpur
- Penang Butterfly Farm, Teluk Bahang, Pinang
- Bukit Jambul Orchid, Hibiscus and Reptile Farm, Pinang
- Taman Teruntum Mini Zoo, Taman Teruntum, Pahang
- Kuala Lumpur Deer Park, Kuala Lumpur
- Danga Bay Mini Zoo, Danga Bay, Johor
- Afamosa Animal World Safari, Alor Gajah, Malacca
- Langkawi Bird Paradise, Langkawi, Kedah
- Snake and Reptile Farm, Perlis
- Langkawi Crocodile Farm, Langkawi, Kedah
- Ayer Keroh Crocodile Farm, Ayer Keroh, Malacca
- Jong Crocodile Farm, Kuching, Sarawak
- Sandakan Crocodile Farm, Sandakan, Sabah

## Mianmar
- Yadanabon Zoological Gardens, Mandalaj
- Naypyitaw Zoo, Nepjida

## Nepál
- Central Zoo, Jawalakhel

## Örményország
- Yerevan Zoo, Jereván

## Pakisztán
- Bahria Town Zoos, Lahor
- Citi Housing Zoos, Gudzsranvála
- Bahawalpur Zoo, Bahawalpur, Punjab
- Faisalabad Zoo Park, Fajszalábád
- Hyderabad Zoo, Hiderábád, Szindh
- Murghzar Zoo, Iszlámábád, Capital Territory
- Karachi Zoo, Karacsi, Szindh
- Lahore Zoo, Lahor, Punjab
- Landhi Korangi Zoo, Karacsi, Szindh
- Multan zoo, Multán
- Peshawar Zoo, Pesavar, Haibar-Pahtúnhva
- Rawalpindi Zoo, Ravalpindi
- Wildlife Park, Rahim Yar Khan, Punjab
- Jungle World (korábban Jungle Kingdom), Ravalpindi, Punjab
- Kund Park, Nowshera, Haibar-Pahtúnhva
- Lake View Park, Iszlámábád, Capital Territory
- Jallo Wildlife Park, Lahor, Punjab
- Laal Sunhara Safari Park,(National Park Laal Sunhara Bahawalpur), Bahawalpur, Punjab
- Lahore Zoo Safari, (korábban Lahore Wildlife Park), (Woodland Wildlife Park), Lahor, Punjab
- Lohi Bher Wildlife Park, Ravalpindi, Punjab
- Murree Wildlife Park,(Murree National Park) Marree, Punjab
- Karachi Safari Park, Karacsi, Sindh
- Changa Manga Vulture Center, Lahor, Punjab
- Dhodial Pheasantry, Mansehra, Haibar-Pahtúnhva
- Karachi Walkthrough Aviary, Karacsi, Sindh
- Lahore Walkthrough Aviary, Lahor, Punjab
- Lake View Park Aviary, Iszlámábád, Capital Territory
- Lakki Marwat Crane Center, Lakki Marwat, Haibar-Pahtúnhva
- Saidpur Hatchery, Iszlámábád, Capital Territory
- Clifton Fish Aquarium, Karacsi, Sindh
- Karachi Municipal Aquarium, Karacsi, Sindh
- Landhi Korangi Aquarium, Karacsi, Sindh
- Attock Wildlife Park, Attock, Punjab
- Bahawalnagar Wildlife Park, Bahawalnagar, Punjab
- Bhagat Wildlife Park, Toba Tek Singh, Punjab
- Changa Manga Wildlife Park, Lahor, Punjab
- Dera Ghazi Khan Wildlife Park, Dera Ghazi Khan, Punjab
- Gatwala Wildlife Park, Fajszalábád, Punjab
- Jallo Wildlife Park, Lahor, Punjab
- Kamalia Wildlife Park, Toba Tek Singh, Punjab
- Lalazar Wildlife Park, Abbotábád, Haibar-Pahtúnhva
- Perowal Wildlife Park, Khanewal, Punjab
- Rahim Yar Khan Wildlife Park, Rahim Yar Khan, Punjab
- Sulemanki Wildlife Park, Okara, Punjab
- Vehari Wildlife Park, Vehari, Punjab
- Woodland Wildlife Park (Lahore Zoo Safari), Lahor, Punjab
- Changa Manga Breeding Center, Lahor, Punjab
- Faisalabad Breeding Center, Fajszalábád, Punjab
- Hawke's Bay/Sandspit Turtle Hatchery, Karacsi, Sindh
- Jallo Breeding Center, Lahor, Punjab
- Rawat Breeding Center, Ravalpindi, Punjab

## Palesztina
- Gaza Zoo, Gáza (zárva)
- Qalqilya Zoo, Ciszjordánia

## Srí Lanka
- Ahungalla Animal Park
- Dehiwala Zoo
- Pinnawala Elephant Orphanage
- Pinnawala Elephant Safari
- Pinnawela Open Zoo
- Hambantota Safari Zoo
- Wagolla Zoo
- Battaramulla Mini Zoo

## Szingapúr
- Jurong Bird Park
- Jurong Reptile Park (zárva)
- Night Safari, Szingapúr
- River Safari
- Singapore Crocodile Farm (zárva)
- Singapore Zoo

## Tajvan
- Taipei Zoo, Tajpej
- Kaohsiung Zoo
- Green World Ecological Farm
- 1-Lan Wild Animal Rescue Centre
- Far East Animal Farm
- Feng-Hung-Ku Bird Park
- Hsinchu City Zoo
- Leefoo Zoo
- National Museum of Marine Biology/Aquarium
- Ocean World, Yehliu Wanli
- Pintung Rescue Centre

## Thaiföld
- Chiang Mai Night Safari
- Chiang Mai Zoo
- Crocodiles Farm and Elephant Theme Show Sampran, Nakorn Pathom
- Samutprakarn Crocodile Farm and Zoo
- Dusit Zoo
- Chaiyaphum  Star Tiger Zoo
- Elephant  Nature Park, Csiangmaj
- Khao Kheow  Open Zoo
- Khao Suan  Kwang Zoo, Khonken
- Khao Prathap Chang Wildlife Breeding Center, Ratchaburi
- Lopburi Zoo
- Nakhon Ratchasima Zoo
- Nong Nooch Tropical Botanical Garden
- Pata Zoo, Bangkok
- Phuket Zoo, Phuket
- Phuket bird park, Phuket
- Safari Park Kanchanaburi, Kancsanaburi
- Safari World
- Songkhla Zoo
- Sriracha Tiger  Zoo, Chonburi
- The Million Years Park and Pattaya Crocodiles Farm

## Türkmenisztán
- Ashgabat Zoo, Aşgabat

## Üzbegisztán
- Tashkent Zoo, Taskent
- Termez Zoo, Termez

## Vietnám
- Saigon Zoo and Botanical Gardens, Ho Si Minh-város
- Ha Noi zoo, Hanoi